# Viala-du-Tarn
Viala-du-Tarn är en kommun i departementet Aveyron i regionen Occitanien i södra Frankrike. Kommunen ligger  i kantonen Saint-Beauzély som ligger i arrondissementet Millau. År 2022 hade Viala-du-Tarn 527 invånare.

## Befolkningsutveckling
Antalet invånare i kommunen Viala-du-Tarn
Referens: INSEE